# Дело TUT.BY

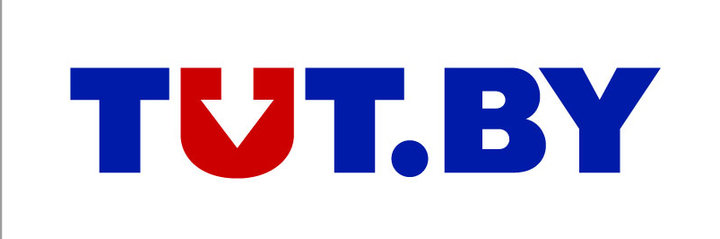
Логотип портала TUT.BY

Дело TUT.BY (бел. Справа TUT.BY) — политически мотивированное уголовное преследование работников медиацентра TUT.BY по обвинению в налоговых преступлениях. Преследование осуществлялось на фоне политического кризиса в Белоруссии 2020-2021 гг.

## Предыстория
25 сентября 2020 года стало известно, что по запросу Министерства информации был подан иск о лишении регистрации портала статуса CМИ. Заседание суда было назначено на 8 октября 2020 года.
1 октября 2020 года в подтверждение своего иска Министерством информации была приостановлена регистрация TUT.BY в качестве СМИ на 3 месяца. Сам ресурс заявил о намерении продолжить работу. Международной организацией «Репортёры без границ» была раскритикована политика властей Белоруссии относительно медиа.
В октябре 2020 года Белорусская ассоциация журналистов и редакции ряда независимых средств массовой информации выступили со совместным заявлением касаемо давления властей Белоруссии на TUT.BY и ограничения доступа к другим независимым ресурсам.
В совместном заявлении США и Европейского союза «О ситуации с правами человека в Белоруссии» было сказано, что любое давление относительно TUT.BY должно быть прекращено.
Журналистка TUT.BY Екатерина Борисевич, написавшая статью об убитом активисте Романе Бондаренко, была арестована в Минске 19 ноября 2020 года. 2 марта 2021 года журналистку приговорили к 6 месяцам лишения свободы и штрафу в 100 базовых величин.
19 мая 2021 года Борисевич вышла на свободу.

## Задержание сотрудников и закрытие официального сайта
В 2019 году юридическим лицом TUT.BY был получен статус резидента Парка высоких технологий, после чего компания начала платить меньшие налоги. Однако, по данным Комитета государственного контроля, TUT.BY была получена выручка, не предусмотренная деятельностью Парка высоких технологий. Органом финансовых расследований Комитета государственного контроля против руководителей TUT.BY было возбуждено уголовное дело о неуплате налогов в особо крупном размере. В это же время Министерство информации заявило о том что TUT.BY распространял информацию от некоммерческого фонда BYSOL, который не имеет регистрации на территории Белоруссии.
18 мая 2021 года Министерство информации внесудебно ограничило доступ к интернет-ресурсам TUT.BY. На официальном сайте ведомства было опубликовано сообщение, что основанием для блокировки стали «многочисленные факты нарушений Закона о СМИ в части размещения запрещённой информации в ряде публикаций». В тот же день Комитет госконтроля возбудил уголовное дело против должностных лиц издания, подозревая их в «уклонении от уплаты налогов в особо крупном размере». По заявлению ведомства, ставшее в 2019 году резидентом Парка высоких технологий (ПВТ) ООО «ТУТ БАЙ МЕДИА» получало выручку, не обусловленную разрешённой деятельностью, что причинило государству ущерб в особо крупном размере.
Силовики провели обыски в офисах компании в Минске и регионах (Бресте, Гомеле, Витебске, Могилеве и Гродно), а также в квартирах некоторых её сотрудников. 15 работников TUT.BY были арестованы и помещены в следственный изолятор. Среди них — генеральный директор Людмила Чекина, главный бухгалтер Анжела Асад, главный инженер Алла Лапатко, заместитель генерального директора TUT.BY по техническим вопросам Александр Дайнеко, заместитель генерального директора TUT.BY по общим вопросам Ирина Рыбалко, заместитель главного бухгалтера Мария Новик, юрисконсульт Екатерина Ткаченко, экс-юрисконсульт Ирина Костюченко, менеджер проекта TAM.BY Дарья Данилова, менеджер Publisher Box Андрей Авдеев, а также сотрудники редакции: Марина Золотова, Ольга Лойко и Елена Толкачева. Все офисы портала после обысков были опечатаны. 18 мая задержали и поместили под домашний арест вдову Юрия Зиссера Юлию Чернявскую, с ней пропала связь. Позже журналисты выяснили, что женщина была госпитализирована с гипертоническим кризом, в больнице её сопровождал сотрудник милиции, так как на Чернявскую наложен домашний арест. В последующие дни на допросы вызывали также некоторых других сотрудников «ТУТ БАЙ МЕДИА», у них изымали технику, а у некоторых проводили обыски. Нескольким десяткам работников портала в целях безопасности оперативно удалось выехать за границу (Украину, Литву, Польшу).
Команда Светланы Тихановской в свою очередь заявила, что потребует санкций со стороны ЕС против ответственных за направленные на портал «репрессии». Представительство Евросоюза в Белоруссии прокомментировало действия силовиков, призвав «восстановить свободу СМИ» в стране. С аналогичным заявлением выступило и посольство США в Минске.
По состоянию на 21 мая у сотрудников портала отсутствует доступ к собственным серверам, счета компании заморожены, офисы опечатаны, функционируют только соцсети издания, которые редактируются сотрудниками, находящимися за границей.
25 мая 2021 года 9 организаций (Правозащитный центр «Весна», Белорусская ассоциация журналистов, Белорусский Хельсинкский комитет, Белорусский ПЕН-центр и др.) выступили с совместным заявлением и признали 15 арестованных сотрудников портала TUT.BY политическими заключёнными.
26 мая официальные представители TUT.BY заявили о том, что по их делу появились новые сведения, которые опровергают обвинение в адрес интернет-ресурса, а именно: в архиве переписки одного из сотрудников портала найдено официальное письмо Администрации Парка высоких технологий, которое было направлено в адрес «ТУТ БАЙ МЕДИА» в момент его вхождения в ПВТ. Исходя из данного документа следует, что деятельность портала согласована администрацией ПВТ и не противоречит Декрету президента.
31 мая один из сооснователей и миноритарных акционеров TUT.BY Кирилл Волошин заявил в интервью Белорусской службе Радио «Свобода», что власти Белоруссии поставили задачу «убить портал», а заодно «отжать и hoster.by». Также он сообщил, что в связи с текущими обстоятельствами руководство вынуждено уволить большинство сотрудников интернет-ресурса, которых на тот момент насчитывалось около 260 человек.
18 июня стало известно, что МВД Белоруссии 3 июня обратилось в суд города Минска с просьбой признать экстремистской всю информационную продукцию TUT.BY. В заявлении МВД говорится, что в ходе мониторинга интернета в феврале 2021 года на портале и в его соцсетях нашли «материалы, затрагивающие интересы Республики Беларусь», которые «наносят вред (ущерб) национальным интересам Республики Беларусь в политической, социальной, информационной сферах и, следовательно, национальной безопасности Республики Беларусь», а при анализе материалов «выявлены признаки экстремизма».
24 июня Кирилл Волошин в интервью телеканалу БелСат сообщил, что большая часть редакции уехала из Белоруссии по соображениям безопасности, но продолжит заниматься журналистикой и запустит аналог TUT.BY. По словам самого Волошина, он эмигрировал из Минска в Литву ещё в сентябре 2020 года.
27 июня руководство интернет-сервиса сообщило о том, что оно удалило (либо скрыло из всеобщего доступа) публикации во всех соцсетях портала за 2020 и первую половину 2021 года, и что сделано это в целях безопасности читателей и работников издания на время разбирательства по делу об экстремизме в отношении ресурса. При этом было подчёркнуто, что «соцсети остаются под контролем команды TUT.ВY», которая находится за границей.
28 июня ООО «ТУТ БАЙ МЕДИА» направило в экономический суд Минска заявление о признании недействительным решения Наблюдательного совета Парка высоких технологий об утрате права на льготы в 2019—2021 годах. На момент отправки документа ООО «ТУТ БАЙ МЕДИА» сохраняло статус члена ПВТ. Заявление было принято Верховным судом Белоруссии, подготовительное судебное заседание назначено на 7 июля 2021 года.
7 июля стало известно, что права на льготы в 2019—2021 годах резидента Парка высоких технологий ООО «ТУТ БАЙ МЕДИА» лишили по ходатайству Департамента финансовых расследований Комитета государственного контроля (КГК). Основанием послужило письмо от 17 мая 2021 года за подписью заместителя председателя КГК Игоря Маршалова в адрес директора ПВТ Всеволода Янчевского. В документе указывалось, что «в ходе изучения финансово-хозяйственной деятельности общества получены доказательства того, что с момента приобретения ООО „ТУТ БАЙ МЕДИА“ статуса резидента ПВТ в 2019 году по настоящее время формирование части выручки осуществлялось за счет использования программного обеспечения третьих лиц». В итоге Наблюдательный совет ПВТ принял решение об утрате льгот путём голосования (за — 8 голосов, 0 — против, 0 — воздержалось).
1 сентября 2021 года в компании Hoster.by сообщили, что на свободу вышел их генеральный директор Сергей Повалишев, один из 12-ти человек, ранее помещённых по «делу TUT.BY» в СИЗО. По словам адвоката, ему изменена мера пресечения. Адвокат также отмечает, что Повалишев все еще находится под следствием. При этом по данному делу за решёткой продолжают находиться 11 человек, трое - под домашним арестом.
7 октября следственным комитетом Республики Беларусь в отношении должностных лиц и работников „ТУТ БАЙ МЕДИА“ и иных лиц возбуждено уголовное дело по ч.3 ст.130 (разжигание расовой, национальной, религиозной либо иной социальной вражды или розни, совершенное группой лиц) Уголовного кодекса Беларуси. Санкции по данной статье УК Беларуси предусматривают до 12 лет лишения свободы.
13 января 2022 года стало известно, что Юлии Чернявской изменили меру пресечения и освободили из-под домашнего ареста. Однако она по-прежнему является обвиняемой по уголовному делу об уклонении от уплаты налогов в особо крупном размере.
20 января 2022 года Кирилл Волошин сообщил, что на основании принятого ещё в декабре 2021 года решения Наблюдательного совета компанию ООО «Тут Бай Медиа» исключили из Парка высоких технологий. По словам Волошина, юридический статус организации при этом не поменялся, и ООО «Тут Бай Медиа» — действующая компания.
11 марта 2022 года, спустя почти 10 месяцев за решёткой, после изменения меры пресечения из СИЗО № 1 Минска вышли бывшие заместитель главного бухгалтера «ТУТ БАЙ МЕДИА» Мария Новик, заместитель генерального директора по общим вопросам Ирина Рыбалко и главный бухгалтер Анжела Ассад. Все трое находятся под подпиской о неразглашении. Предъявленное ранее обвинение снято не было. На момент их выхода по «делу TUT.BY» за решёткой оставались девять человек.
17 марта 2022 года из СИЗО Минска были освобождены три фигуранта «дела TUT.BY»: бывший главный редактор политико-экономического блока новостей Ольга Лойко, бывший заместитель генерального директора по техническим вопросам Александр Дайнеко и  менеджер Publisher Box Андрей Авдеев. Всем троим изменили меру пресечения, обвинения не сняты. После их выхода по «делу TUT.BY» за решёткой оставались пять человек
.
25 апреля 2022 года в суде Московского района Минска огласили приговор первому обвиняемому, задержанному по «делу TUT.BY»: менеджера TAM.BY (входит в состав ООО «ТУТ БАЙ МЕДИА») и 
директора RocketData Дарью Данилову, арестованную 18 мая 2021 года в рамках уголовного дела против портала TUT.BY за уклонение от уплаты налогов в особо крупном размере (ч. 2 ст. 243 Уголовного кодекса), признали виновной по ч.1 ст. 342 УК РБ ("Организация и подготовка действий, грубо нарушающих общественный порядок, либо активное участие в них"), назначив 1 год и 4 месяца колонии общего режима. С учётом 11-месячного срока, проведённого в СИЗО, её отпустили прямо в зале суда.
13 мая 2022 года из СИЗО вышла бывший главный инженер TUT.BY Алла Лапатко — ей изменили меру пресечения, обвинения при этом не сняты. На момент её выхода по «делу TUT.BY» в заключении оставались трое человек: бывший генеральный директор TUT.BY Людмила Чекина, экс-главный редактор Марина Золотова и журналист Елена Толкачёва.
14 июня 2022 года экономический суд Минска признал общество с ограниченной ответственностью «ТУТ БАЙ МЕДИА» экстремистской организацией. Деятельность компании на территории Республики Беларусь была запрещена, её постановлено ликвидировать, а использование символики и атрибутики «ТУТ БАЙ МЕДИА» — запретить. Также на имущество организации может быть наложен арест.
18 июля 2022 года из СИЗО была освобождена журналистка TUT.BY Елена Толкачёва. При этом осталось неясным, сняты ли с неё обвинения.
17 марта 2023 года Минский городской суд приговорил главреда tut.by Марину Золотову и гендиректора компании, которой принадлежал сайт, Людмилу Чекину к наказанию в виде лишения свободы на срок 12 лет каждую.

## Zerkalo.io
8 июля 2021 года частью бывших журналистов TUT.BY, оставшихся на свободе, был открыт новый временный сайт Zerkalo.io. По словам редакции, он закончит свое существование как только TUT.BY сможет восстановить свою деятельность в Белоруссии со всем архивом публикаций. Сразу же в день открытия доступ к сайту Zerkalo.io на территории Белоруссии был заблокирован.
13 августа 2021 года судом центрального района Минска все материалы Zerkalo.io и TUT.BY были признаны экстремистскими.
8 марта 2022 года Роскомнадзор внёс Zerkalo.io в список запрещённых сайтов. Само решение о блокировке Генпрокуратура РФ приняло 24 февраля, в первый день вторжения России на Украину.
В июне 2023 года МВД Беларуси объявило «Зеркало», включая его сайт, социальные сети и логотип, экстремистским формированием. За создание экстремистского формирования или участие в нём белорусские законы предусматривают уголовную ответственность.